# Шахурін Олексій Іванович
Олексій Іванович Шахурін (25 лютого 1904, село Михайловське Подольського повіту Московської губернії, тепер Московської області, Російська Федерація — 3 липня 1975, місто Москва, РРФСР) — радянський діяч, нарком авіаційної промисловості СРСР, 1-й секретар Ярославського і Горьковського обкомів ВКП(б). Член ЦК ВКП(б) (1939—1946). Герой Соціалістичної Праці (8.09.1941).

## Біографія
Народився в селянській родині. Потім батько працював мідником.
У травні 1917 — лютому 1918 року — учень електромонтера електротехнічної контори Заблудовського в Москві. У лютому 1918 — лютому 1919 року — помічник електромонтера електро-кооперативного товариства в Москві.
У лютому 1919 — лютому 1922 року — електромонтер міського відділу комунального господарства міста Подольська Московської губернії. У 1920 році вступив до комсомолу.
У лютому 1922 — січні 1925 року — інструментальник—фрезерувальник Московського приладобудівного заводу «Манометр».
У січні 1925 — лютому 1927 року — завідувач політпросвітвідділу, секретар Бауманского районного комітету ВЛКСМ міста Москви.
Член ВКП(б) з березня 1925 року.
У березні 1927 — жовтні 1929 року — представник ЦК ВЛКСМ і заступник голови Всеросійського комітету із промислово-економічної освіти при Наркоматі торгівлі РРФСР.
У жовтні 1929 — лютому 1932 року — студент машинобудівного факультету Московського інженерно-економічного інституту, інженер із приладобудування.
У лютому 1932 — січні 1933 року — начальник відділу організації виробництва Тушинського машинобудівного заводу № 82.
З січня 1933 року — в Червоній армії. У січні 1933 — жовтні 1937 року — старший інженер і начальник науково-дослідного відділу Військово-повітряної інженерної академії імені Жуковського.
У жовтні 1937 — квітні 1938 року — партійний організатор ЦК ВКП(б) на заводі № 1 імені Авіахіму Наркомату авіаційної промисловості СРСР.
22 травня — 30 липня 1938 року — в.о. 1-го секретаря Ярославського обласного комітету ВКП(б). 30 липня 1938 — січень 1939 року — 1-й секретар Ярославського обласного і міського комітетів ВКП(б).
14 січня 1939 — 16 січня 1940 року — 1-й секретар Горьковського обласного і міського комітетів ВКП(б).
10 січня 1940 — 5 січня 1946 року — народний комісар авіаційної промисловості СРСР.
29 березня — 7 квітня 1946 року — заступник голови Ради Міністрів РРФСР.
4 квітня 1946 року заарештований органами державної безпеки СРСР. 11 травня 1946 року засуджений Військовою колегією Верховного суду СРСР до 7 років позбавлення волі за «зловживання і перевищення влади при особливо обтяжливих обставинах» і «випуск нестандартної, недоброякісної і некомплектної продукції».
Постановою Ради Міністрів СРСР від 18 травня 1946 року Шахурін був позбавлений військового звання. Президія Верховної Ради СРСР указом від 20 травня 1946 року позбавила Шахуріна всіх урядових нагород, у тому числі звання Героя Соціалістичної Праці.
Незабаром після смерті Сталіна, в квітні 1953 року Шахурін був звільнений із ув'язнення, а 29 травня 1953 року — реабілітований. Указом Президії Верховної Ради СРСР від 2 червня 1953 року Шахурін Олексій Іванович був відновлений в званні Героя Соціалістичної Праці, йому повернули всі ордени і медалі. Постановою Президії ЦК КПРС від 12 червня 1953 року відновлений в членах КПРС.
У серпні 1953 — липні 1957 року — заступник, 1-й заступник міністра авіаційної промисловості СРСР.
У липні 1957 — серпні 1959 року — заступник голови Державного комітету Ради Міністрів СРСР із зовнішньоекономічних зв'язків.
З серпня 1959 року — персональний пенсіонер союзного значення в Москві.
З липня 1962 по серпень 1963 року працював консультантом Інституту економіки АН СРСР, у березні 1966 — жовтні 1970 року — науковим консультантом і старшим науковим співробітником Всесоюзного НДІ стандартизації, у травні 1971 — серпні 1973 року — старшим науковим співробітником Всесоюзного НДІ із нормалізації в машинобудуванні.
Похований на Новодівочому цвинтарі Москви.
У Москві на будівлі Військово-повітряної інженерної академії імені Жуковського була встановлена меморіальна дошка Олексію Шахуріну. Автор мемуарів «Крила перемоги» і «Розтрощення люфтваффе».

## Звання
- генерал-лейтенант інженерно-авіаційної служби (30.04.1943)
- генерал-полковник інженерно-авіаційної служби (19.08.1944, з перервою)

## Нагороди
- Герой Соціалістичної Праці (8.09.1941)[3]
- два ордени Леніна (8.09.1941, 25.05.1944)
- орден Суворова І ст. (16.09.1945)
- орден Кутузова І ст. (19.08.1944)
- орден Трудового Червоного Прапора (24.02.1954)
- орден Червоного Прапора (5.11.1954)
- орден Червоної Зірки
- медаль «За бойові заслуги» (3.11.1944)